# Улица Саид-Галеева (Казань)
Улица Саид-Галеева (тат. Сәетгалиев урамы, Säyetğälief uramı) — улица в Вахитовском районе Казани. Названа в честь советского государственного и партийного деятеля Сахиб-Гарея Саид-Галиева (1894—1939).

## География
Начинаясь от Кировской дамбы, заканчивается у Привокзальной площади.
Пересекается со следующими улицами:
- Кремлёвская набережная
- улица Ташаяк[вд]
- улица Рустема Яхина

Ранее пересекалась с ныне не существующей Кремлёвской улицей. Ближайшая параллельная улица — Коротченко. Ближайшая станция метро — «Кремлёвская». Улица имеет по три полосы движения в каждом направлении.

## История
Возникла не позднее 1-й половины XIX века. До революции 1917 года имела название 2-я Мокрая улица (иногда также называлась Задне-Мокрой) по расположению в историческом районе Мокрая слобода и относилась ко 2-й полицейской части. После переименования 1-й Мокрой улицы в улицу Коротченко стала называться просто Мокрой, а после войны называлась Товарной. Современное название было присвоено решением Казгорисполкома № 630 от 25 сентября 1964 года.

## Примечательные объекты
- № 1 — гостиница «Волга».[8]
- № 6 — дом быта.[9]
- № 27/8 — здание Соболевские бань (снесено).[10]

## Известные жители
С июня по октябрь 1888 года в ночлежке отставного ротмистра Аристида Кувалды по Задне-Мокрой улице проживал Алексей Пешков (Максим Горький).